# 三重県道62号御浜紀和線
三重県道62号御浜紀和線（みえけんどう62ごう みはまきわせん）は、三重県南牟婁郡御浜町から熊野市に至る主要地方道（三重県道）である。旧名は尾呂志街道（おろしかいどう）。

## 概要
終点付近の風伝峠（ふうでんとうげ）は、紀伊山地の霊場と参詣道として国際連合教育科学文化機関（ユネスコ）の世界遺産（文化遺産）に指定されている。

### 路線データ
- 起点：南牟婁郡御浜町阿田和（阿田和交差点）
- 終点：熊野市紀和町矢ノ川
- 実延長：14.561 km

## 歴史
- 1993年（平成5年）5月11日 - 建設省（現・国土交通省）から、一般県道阿田和停車場瀞線の一部が御浜紀和線として主要地方道に指定される[1]。
- 1994年（平成6年）4月1日 - 三重県が一般県道阿田和停車場瀞線（整理番号307）を廃止し、主要県道御浜紀和線（整理番号62）を認定。

## 路線状況

### 重複区間
- 三重県道35号紀宝川瀬線（御浜町栗須 - 御浜町川瀬）
- 国道311号（御浜町川瀬 - 熊野市紀和町矢ノ川）

### 利用状況
平日24時間交通量
南牟婁郡御浜町 890台
平日12時間交通量
南牟婁郡御浜町 766台

## 地理

### 通過する自治体
- 南牟婁郡御浜町
- 熊野市

### 交差する道路
- 国道42号 熊野古道伊勢路浜街道（起点）
- 三重県道141号鵜殿熊野線（御浜町中立・中立交差点）
- 三重県道35号紀宝川瀬線（御浜町栗須）
- 国道311号（御浜町川瀬）
- 三重県道40号熊野矢ノ川線（熊野市紀和町矢ノ川）
- 国道311号上 熊野古道伊勢路本宮道・三重県道780号熊野川紀和線（熊野市紀和町矢ノ川、終点）

### 沿線にある施設など
海辺の阿田和中心街から山あいの紀和町矢ノ川へと風景が変化していく。
御浜町
- 七里御浜
- 御浜町立阿田和小学校
- 三重県立紀南高等学校
- 尾呂志川（おろしがわ）

熊野市
- 風伝峠
- 熊野市立矢ノ川小学校（休校中）

## 参考資料
- 『県別マップル24 三重県道路地図』（昭文社、2009年3版1刷発行、ISBN 978-4-398-62474-1 、78ページ）